# Goniolimon italicum
Goniolimon italicum är en triftväxtart som beskrevs av Tammaro, Pignatti och Frizzi. Goniolimon italicum ingår i släktet Goniolimon och familjen triftväxter. Inga underarter finns listade i Catalogue of Life.